# 遊戲溪 (阿拉斯加州)
遊戲溪（英語：Game Creek）是位於美國阿拉斯加州胡納-安貢人口普查區的一個非建制地區和人口普查指定地區。根據2010年美國人口普查，該地共人口18人，而該地的面積約為15.42平方千米。

## 地理
遊戲溪的座標為58°03′31″N 135°30′47″W / 58.05861°N 135.51306°W，而該地的平均海拔高度為167米（即548英尺）。